# Посольство Казахстана в Великобритании
Посольство Республики Казахстан в Соединённом Королевстве Великобритании и Северной Ирландии — дипломатическая миссия Казахстана в Великобритании, которая расположена в Лондоне на Пэлл-Мэлл. До этого здание посольства находилось в Южном Кенсингтоне.
- Адрес посольства: Лондон, Пэлл-Мэлл, 125, SW1Y 5EA.

- Чрезвычайный и Полномочный Посол Республики Казахстан в Великобритании: Ерлан Идрисов (декабрь 2016 — август 2022)[1]